# Poble obert
Un poble obert és aquell nucli habitat que es va organitzar en època medieval i en què les cases originals en foren l'element estructurador. Normalment no restava clos rere unes muralles (com és el cas de les viles closes). L'església del poble, molt sovint edificada quan el nucli de població primerenc ja existia, es bastí fora d'aquest nucli, de vegades a força distància. Generalment tampoc no tenien un castell o, si n'hi hagué un, fou edificat en un moment ja tardà dins l'edat mitjana. En trobem sobretot a les comarques dels Pirineus. Podem relacionar aquesta mena de pobles amb la societat que hauríem trobat en aquestes valls pirinenques en època medieval. En són exemples Sorpe (Pallars Sobirà), Olopte (Cerdanya) o les Esglésies (Pallars Jussà).